# 白色恐怖景美紀念園區
白色恐怖景美紀念園區是臺灣白色恐怖時期羈押和审判政治犯的場所，過去常被稱為警總景美看守所、二十張看守所或景美復興山莊，在民主化之後被保留下來並改建為展覽空間，隸屬文化部國家人權博物館。園區位於新北市新店區，原為臺灣警備總司令部軍法處與國防部軍法局所在地，園區內建築有看守所、偵查庭和軍事法庭，包括余登發、黃信介、柏楊、施明德、呂秀蓮和陳菊等人皆在此被關押過。
1999年，國防部北部地方軍事法院、國防部高等軍事法院、國防部最高軍事法院、國防部北部地方軍事法院檢察署、國防部高等軍事法院檢察署、國防部最高軍事法院檢察署等多個軍方的法院及檢察單位入駐此營區，此時營區正式名稱為「國軍新店復興營區」。
2002年，行政院文化建設委員會決議將此營區登錄為歷史建築，並規劃為人權紀念園區。2007年，國防部將營區移交文建會；2007年11月一度委託彭明敏文教基金會經營，2008年11月改由文建會（今文化部）自行經營。2018年3月15日正式成立國家人權博物館，同年5月18日舉行「白色恐怖景美紀念園區」揭牌儀式。

## 沿革
1957年6月，軍法學校（今國防大學管理學院法律學系）成立，校址即為今園區範圍。1967年7月1日，軍法學校併入政工幹校（今國防大學政治作戰學院）並遷離原址；次年，由「台灣警備總司令部軍法處」及「國防部軍法局」的所屬單位和看守所遷入。
1970年，國防部軍法局遷出，僅所屬法庭及看守所仍留在此地，並興建「國防部軍事情報局看守所」。1985年，國防部軍事情報局局長汪希苓因涉入江南案被羈押於此，現今園區內的「汪希苓特區」即在此時建立。1992年7月31日，因警總裁撤，警總軍法處看守所改隸海岸巡防司令部。
1999年，原屬於部隊的軍法組織改制，編成地方、高等及最高三級獨立的軍事法院暨檢察署，即所謂「軍法地區制」。園區內的國防部軍法局也改制為國防部北部地方軍事法院、國防部高等軍事法院與國防部最高軍事法院三院暨檢察署，看守所則改隸國防部北部地方軍事法院檢察署管轄。整個園區被稱為「國軍新店復興營區」。
2002年，經行政院文化建設委員會決議，整個園區被登錄為歷史建築，並規劃就地保留為「景美人權紀念園區」。2005年，園區定名為「動員戡亂時期軍法審判紀念園區」。2007年，園區移交文建會經管，11月文建會曾委託彭明敏文教基金會經營管理；2008年2月，文建會收回自行經營，改為「臺灣人權景美園區」。2009年2月，園區更名為「景美文化園區」。2009年6月，園區更名為「景美人權文化園區」。2011年，文建會於園區內成立國家人權博物館籌備處，管理此園區。
2018年，3月15日「國家人權博物館」正式成立，同年5月18日舉行「白色恐怖景美紀念園區」揭牌儀式。
2022年8月3日，美國眾議院議長南西·裴洛西訪問台灣期間造訪該園區，由監察院國家人權委員會主任委員、當年關押於此的政治受難者陳菊以及同為受難者的陳欽生導覽接待，並與李明哲、林榮基、吾爾開希等受中華人民共和國政府迫害的人士會面。

## 建築

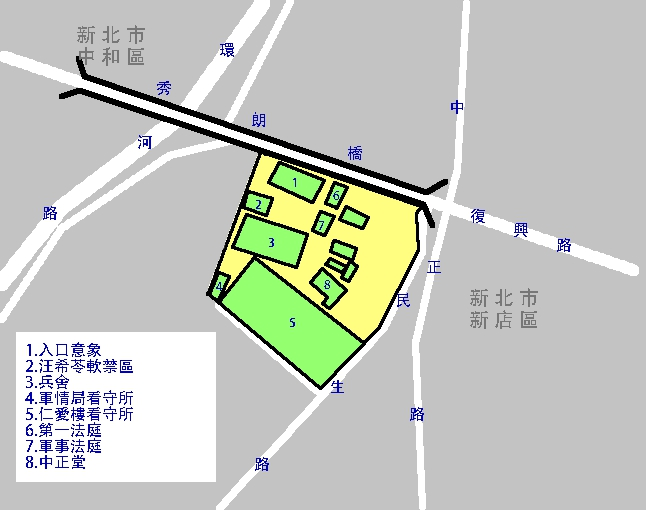
景美白色恐怖園區周邊道路及園區內建築簡圖

### 入口處
園區入口意象名為「禁錮與解放」，由簡學義設計，由兩座向內傾斜的水泥高牆構成，從中仰望可看見一線天空，並有鐵線彎曲構成的白鴿，象徵被關押者的一線希望，以及重獲自由的意象。

### 兵舍群
園區內有6棟兵舍建築群，原用作軍法學校教室及學生宿舍，後軍法學校遷出後轉為憲兵宿舍。在經過整理後，現在兵舍群屬於展區之一，展出白色恐怖時期與臺灣民主化的歷史，並有咖啡廳進駐。

### 軍事法庭
園區內有數間审判政治犯的軍事法庭，其中第一法庭因規模最大而得名，著名的余登發案和美麗島大審即是於此地進行。法庭內部還原當年的審判情形，牆上並張貼有黑白照片供遊客比對。

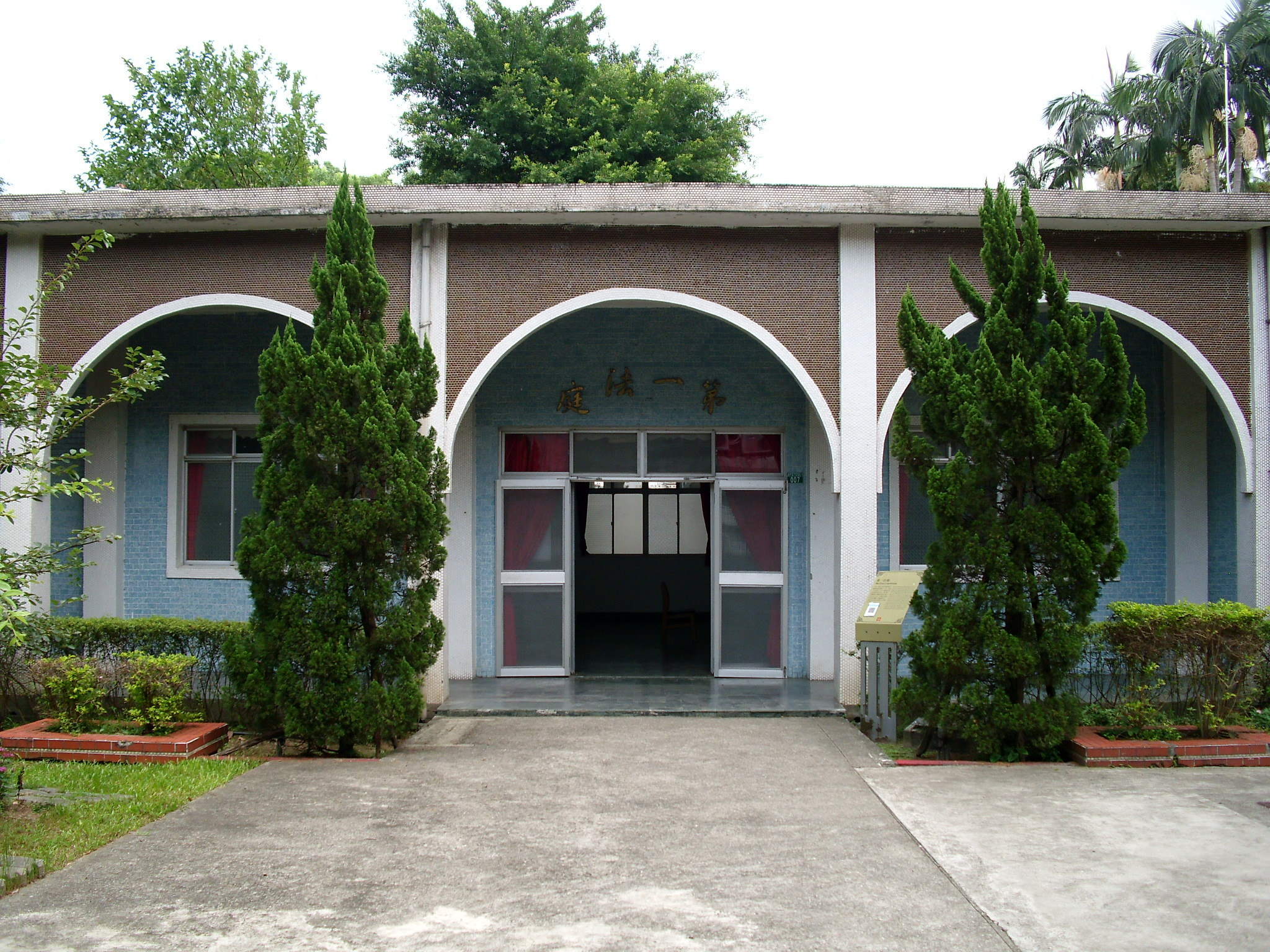
第一法庭外觀
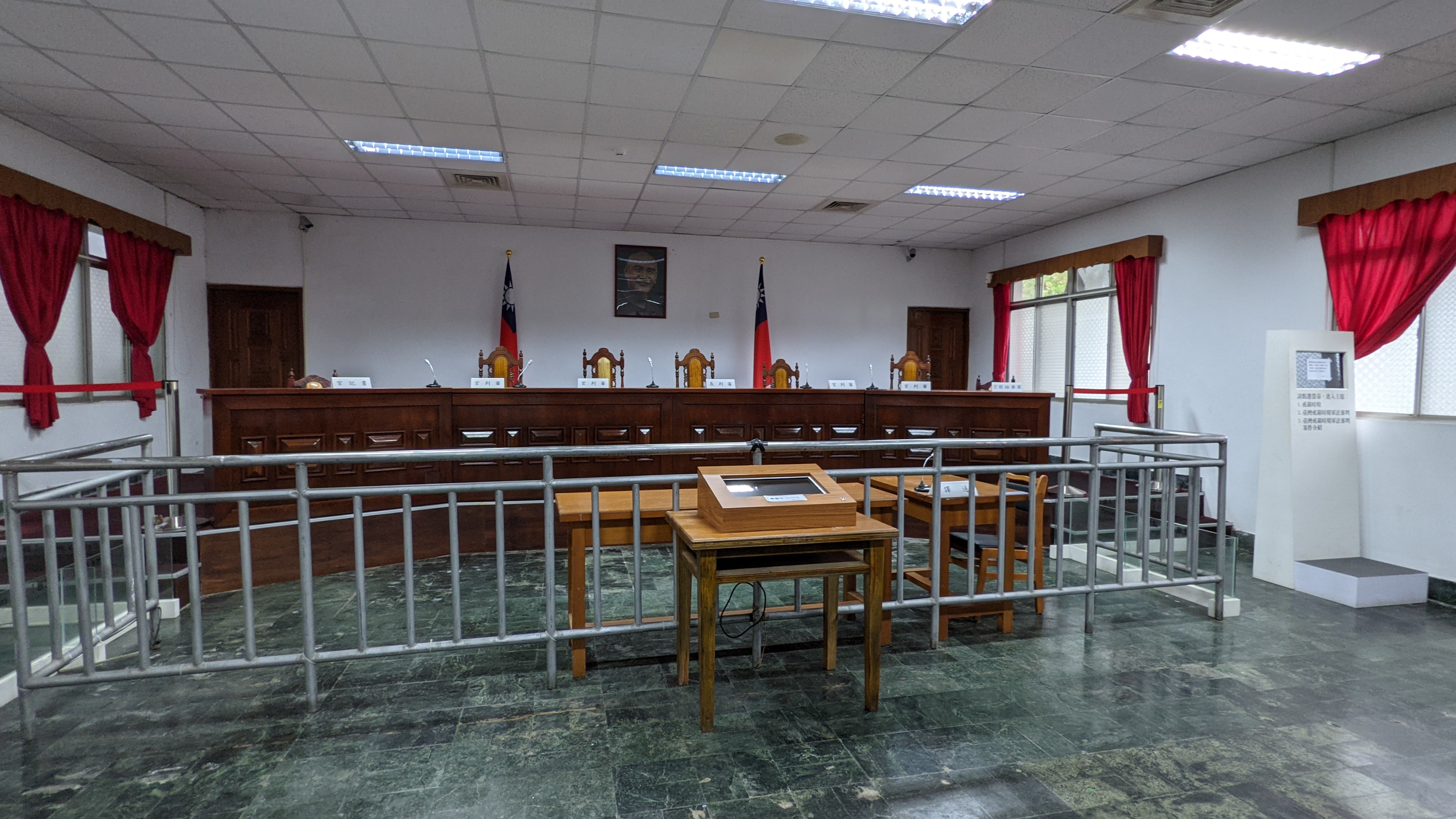
第一法庭內的配置
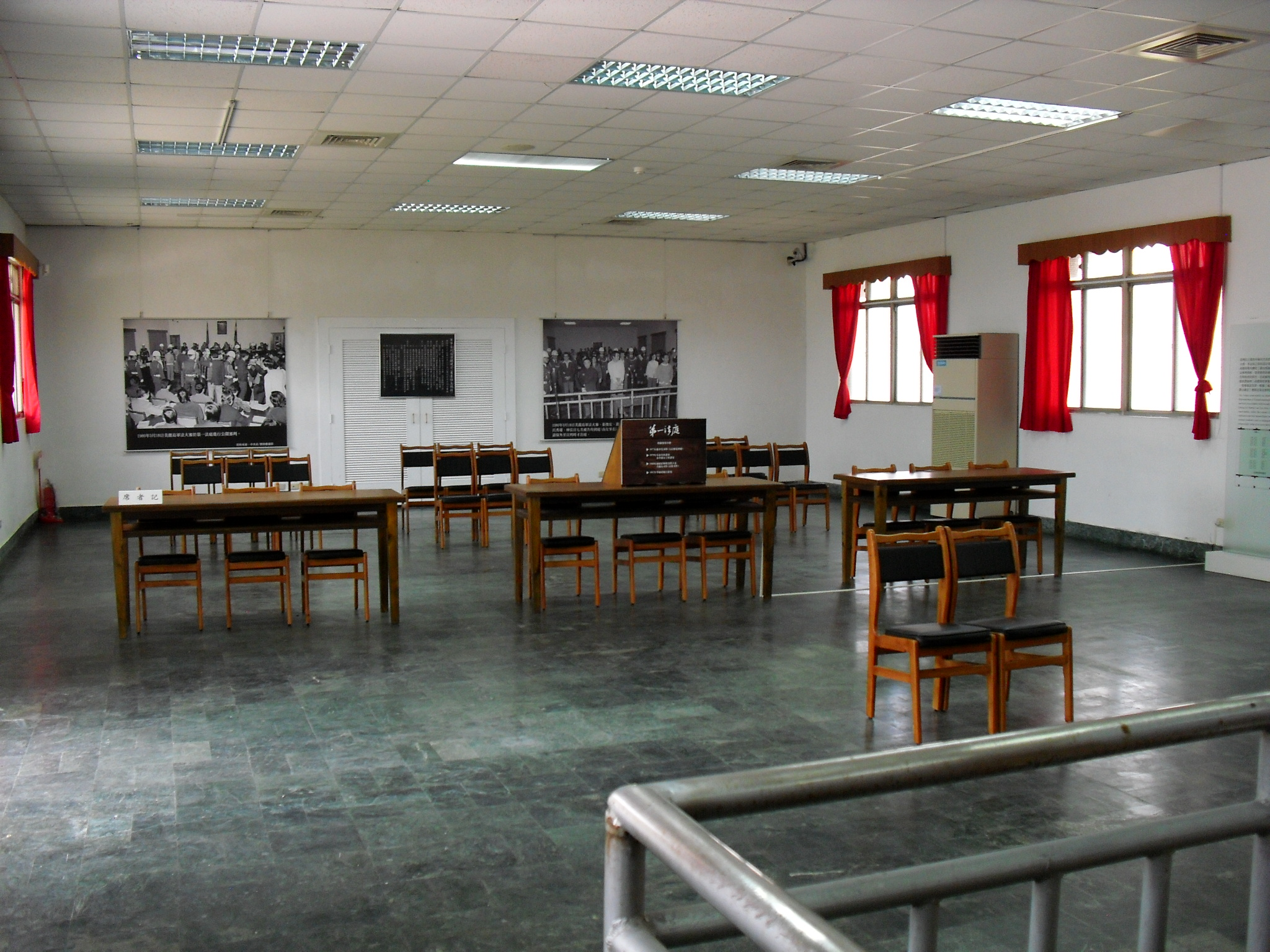
第一法庭展示空間
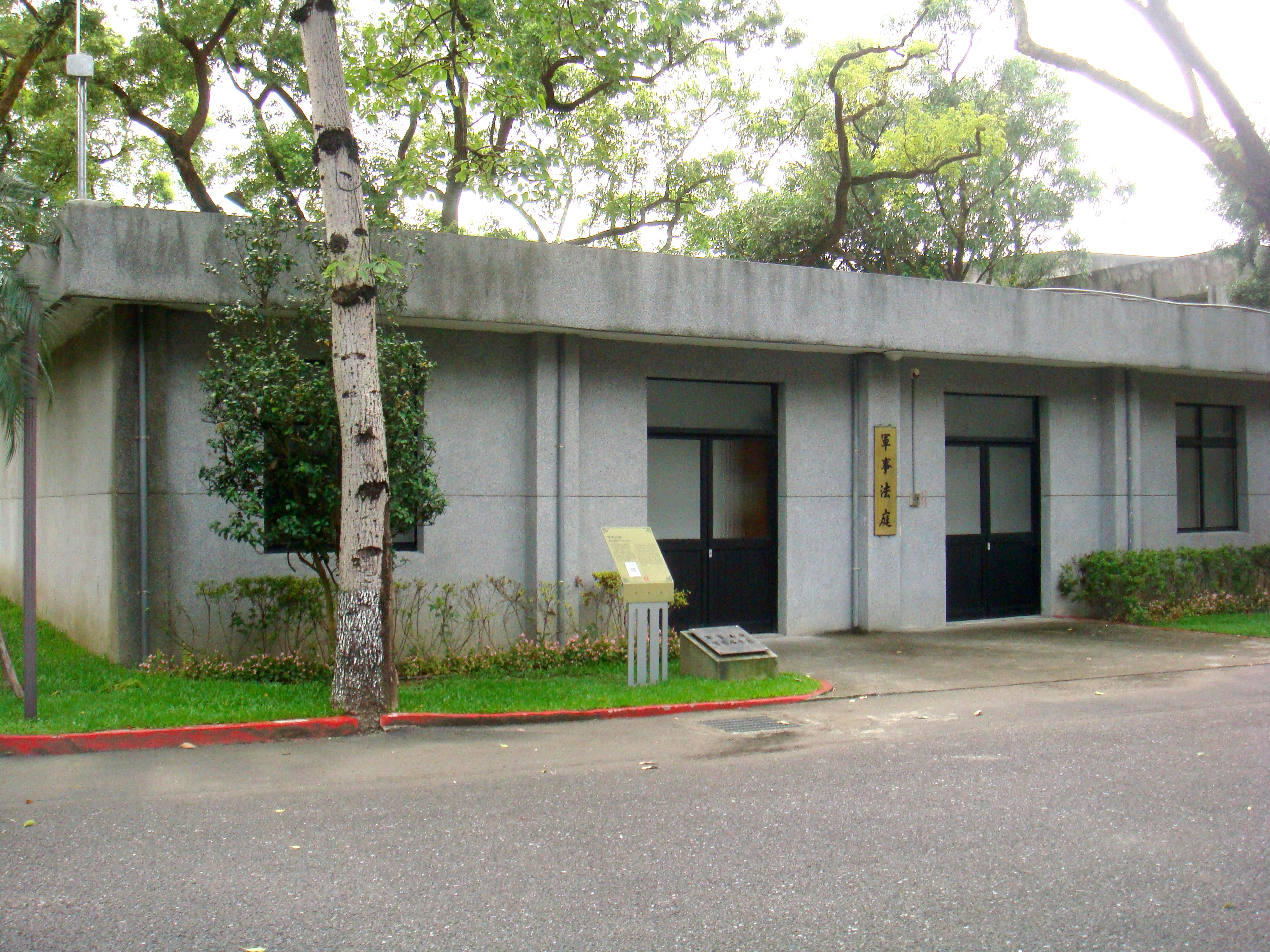
軍事法庭，建於1967年，由警總軍法處工程隊施工
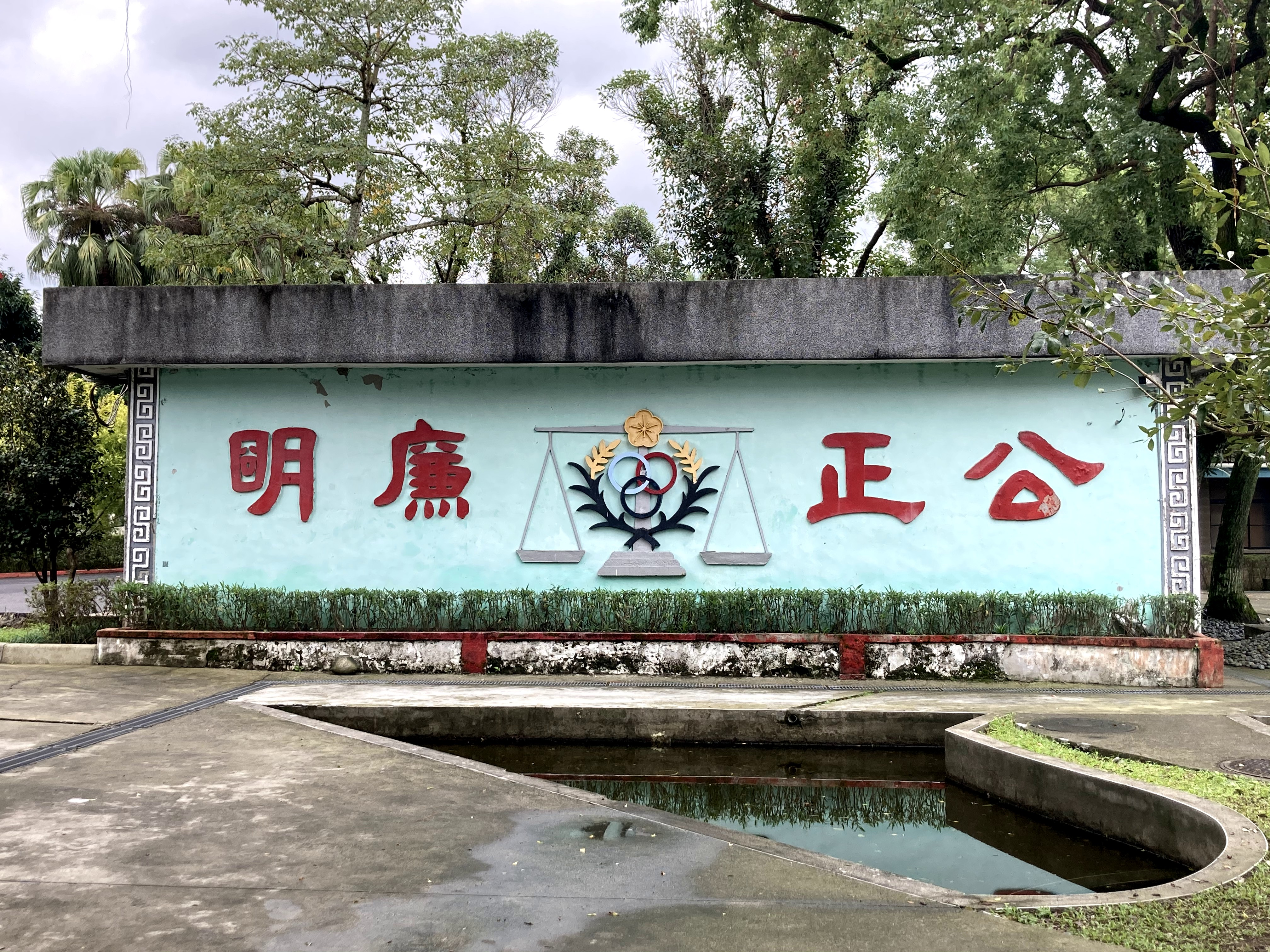
軍事法庭外的「公正廉明」標語

### 仁愛樓看守所
仁愛樓是園區內最大的建築，建有二層樓，入口處有一池噴泉，中間放置著一尊獬豸，象徵著「正義」。仁愛樓作為警備總部軍法處的看守所，包括黃信介、柏楊和施明德等人皆在此被關押過，陳菊、呂秀蓮等女性政治犯則是收押於2樓。押房內部的空間相當狹小，往往逾二十人關押於同一個牢房內，且常常受到殘忍的刑求；現今展示空間裡則擺設有模擬當年押房擁擠的情形。
仁愛樓裡的醫務室曾經是陳中統醫師的問診空間，由於他醫師的特殊身分，因此負責診治和檢查其他政治犯的健康狀況。當時中華民國政府對外否認臺灣有關押政治犯，因此陳中統醫師利用職務身分，秘密將蒐集的名單寄至海外報紙刊登發布，戳破了官方的謊言。

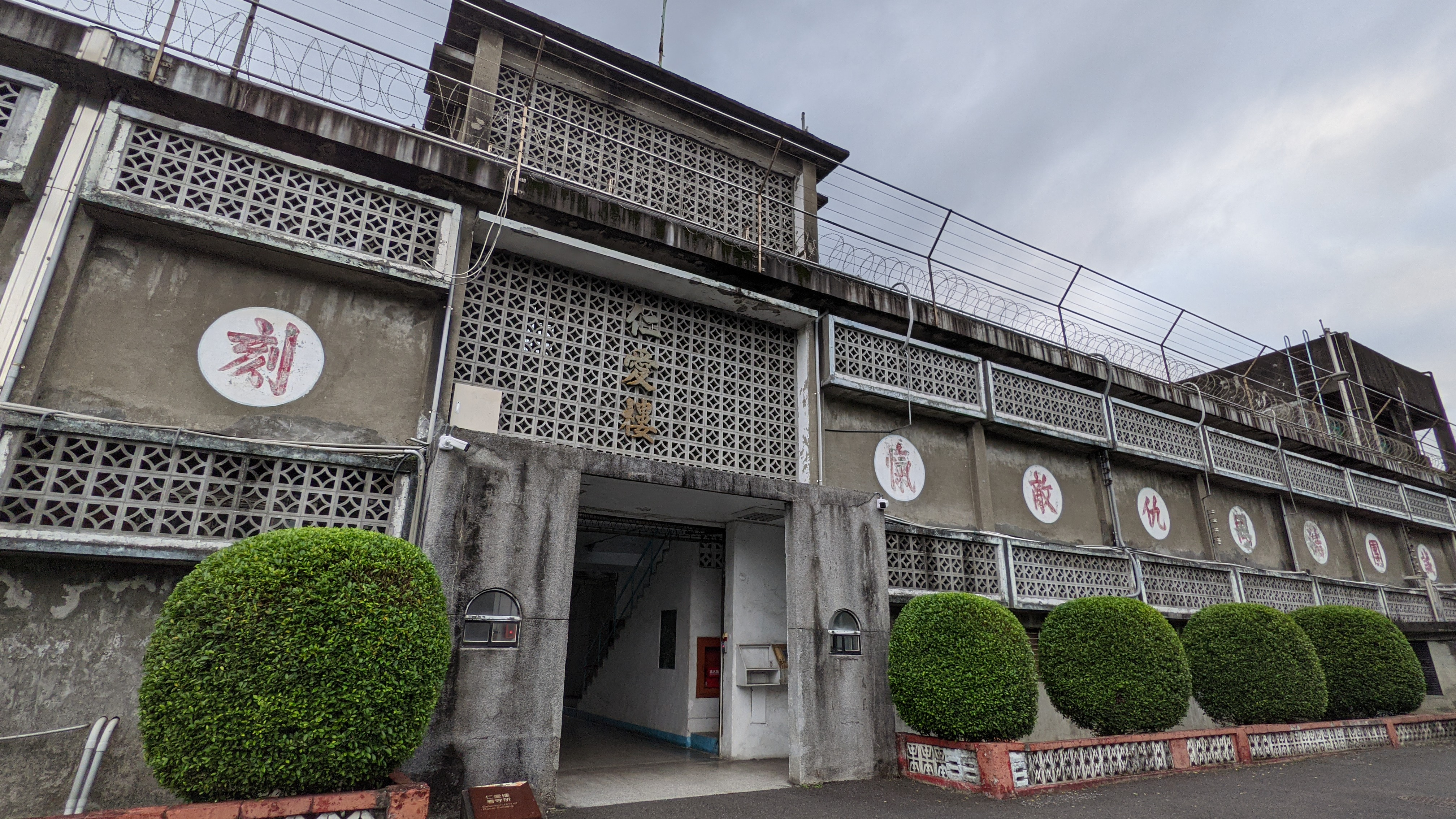
仁愛樓外觀
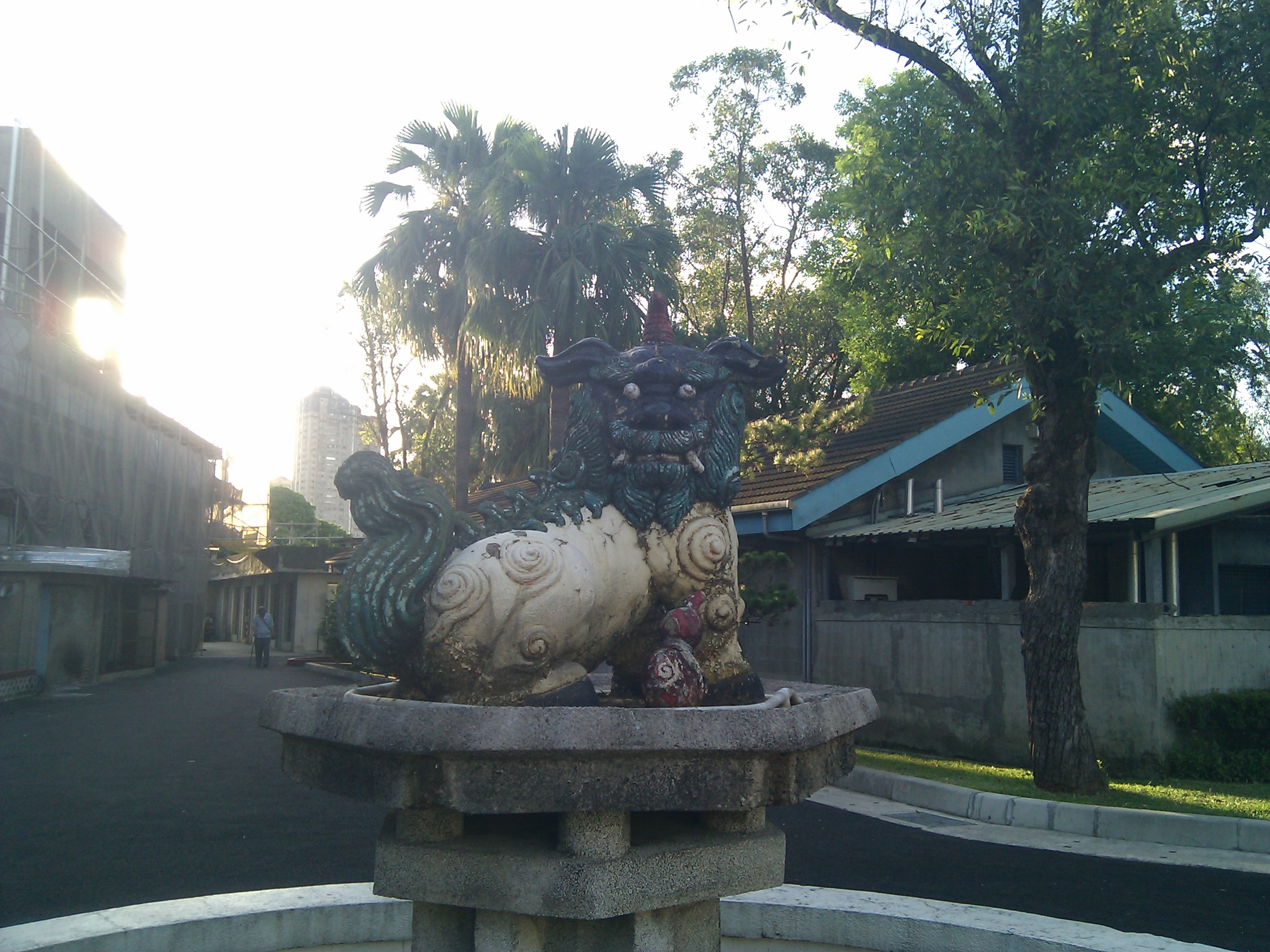
入口處的獬豸
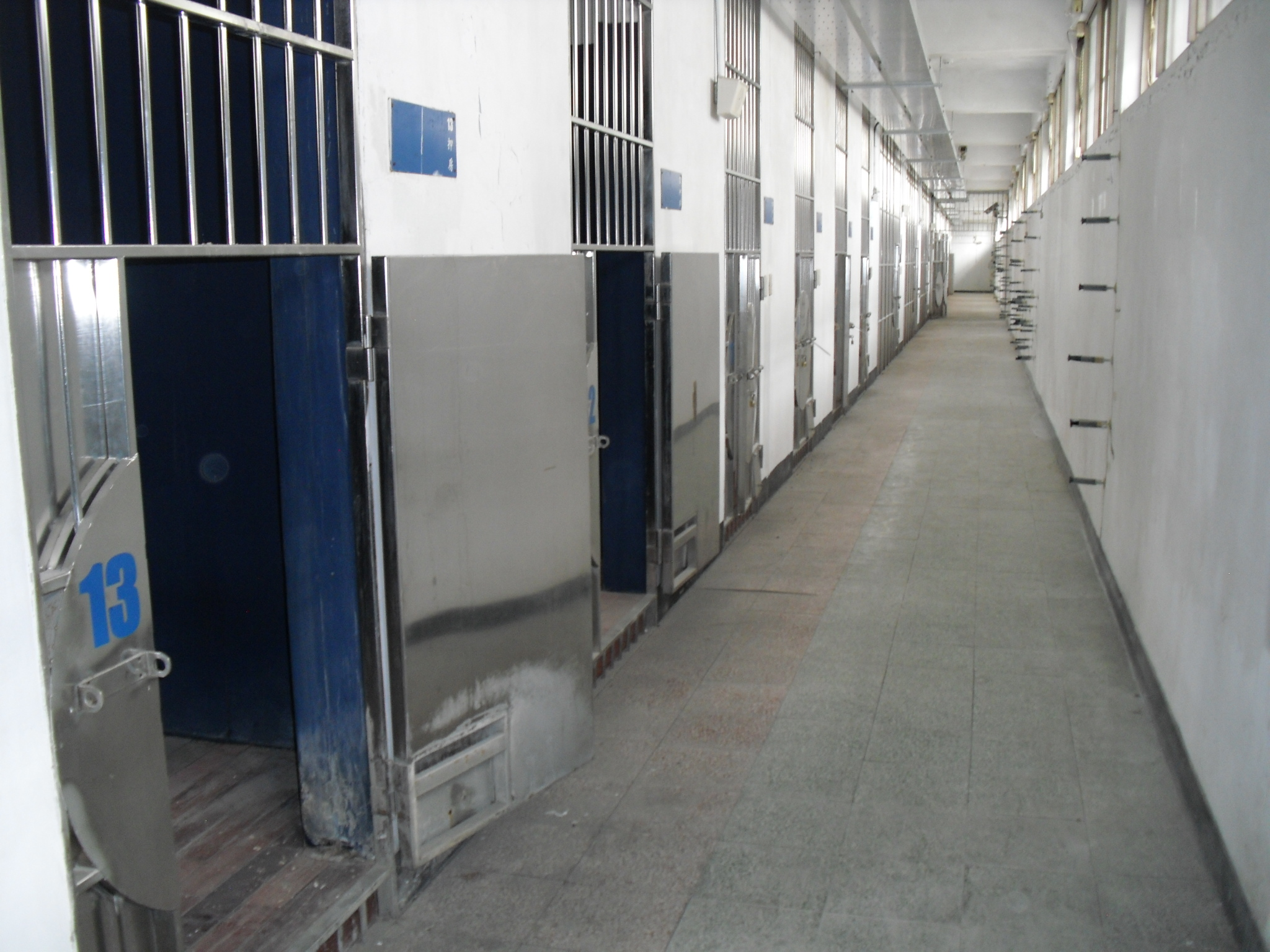
仁愛樓的押房
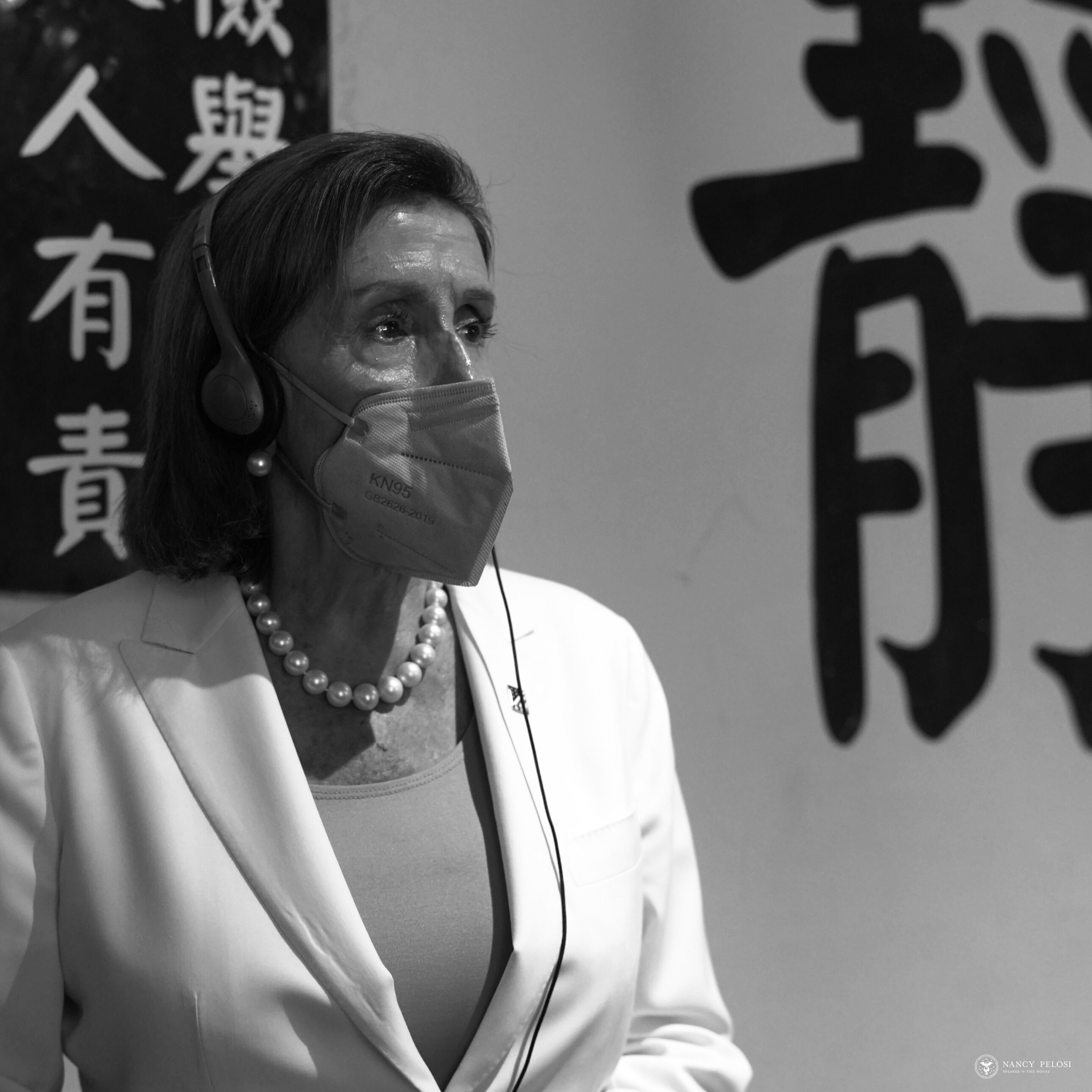
美國眾議院議長南希·佩洛西造訪景美園區，攝於仁愛樓會客室，牆上貼有「檢舉匪諜，人人有責」的警語
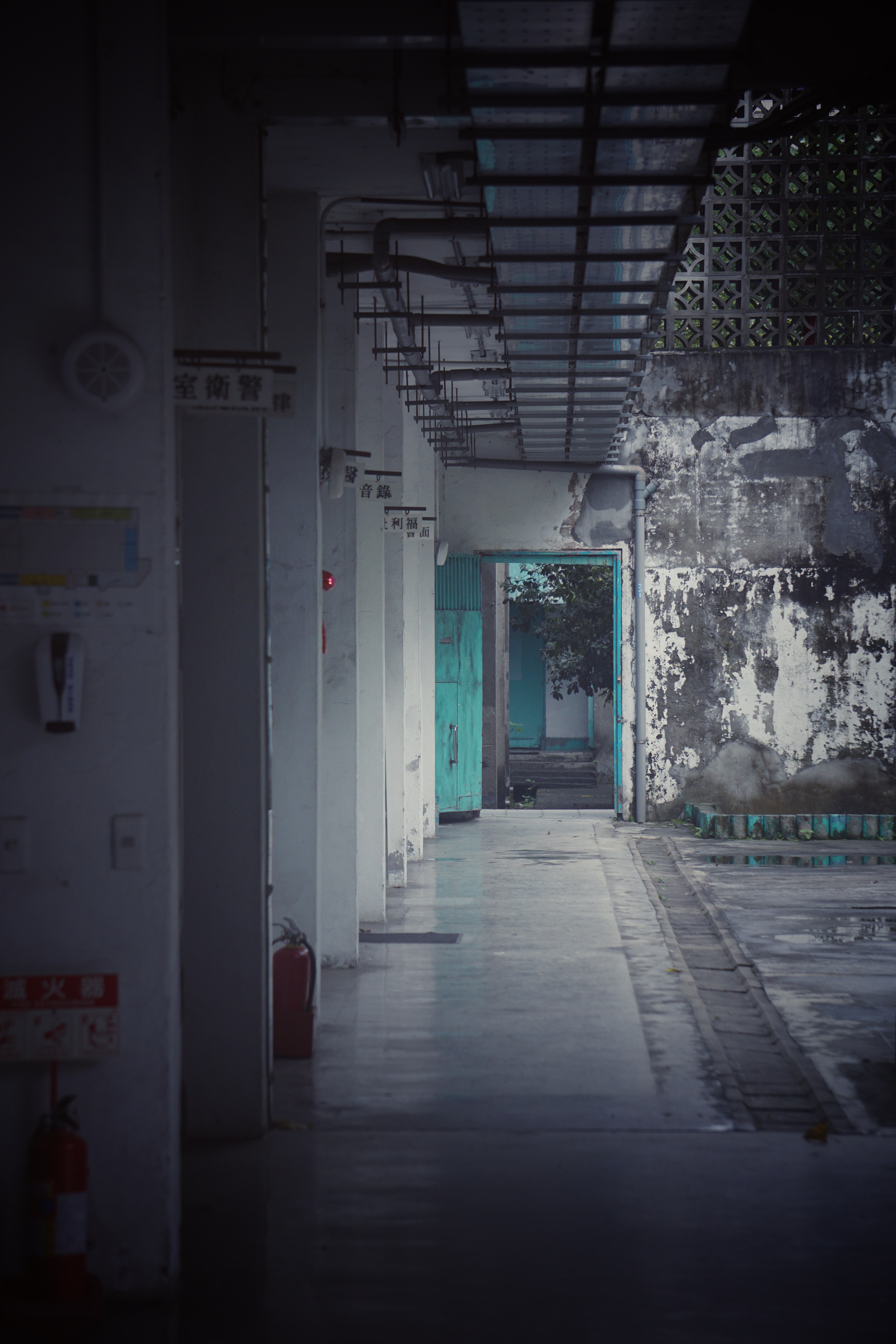
看守所走廊

### 汪希苓特區
兵舍群旁邊有一處獨棟二層的磚造平屋頂建築，是1985年江南命案發生後，中國國民黨政府將時任國防部軍事情報局局長汪希苓和副局長胡儀敏軟禁之處。由於凶手陳啟禮在該局吸收受訓後奉派入境美國，以殺害美籍公民劉宜良而被美國聯邦調查局追查破案；國民黨政府為免惹起外交爭議，便將汪希苓等人逮捕判刑以向美國政府交代。作為官方的代罪羔羊，汪希苓在此處受到相當禮遇，內部配置有沙發、書桌等傢具，僅人身自由受限而已。

### 其他建築空間
園區內還有禮堂（中正堂）、檔案室等空間，惟目前並不開放參觀，僅有特定活動時對外開放使用。另外在服務中心的旁邊亦有受刑人紀念碑，上頭刻有各個年代政治受難者的名錄。

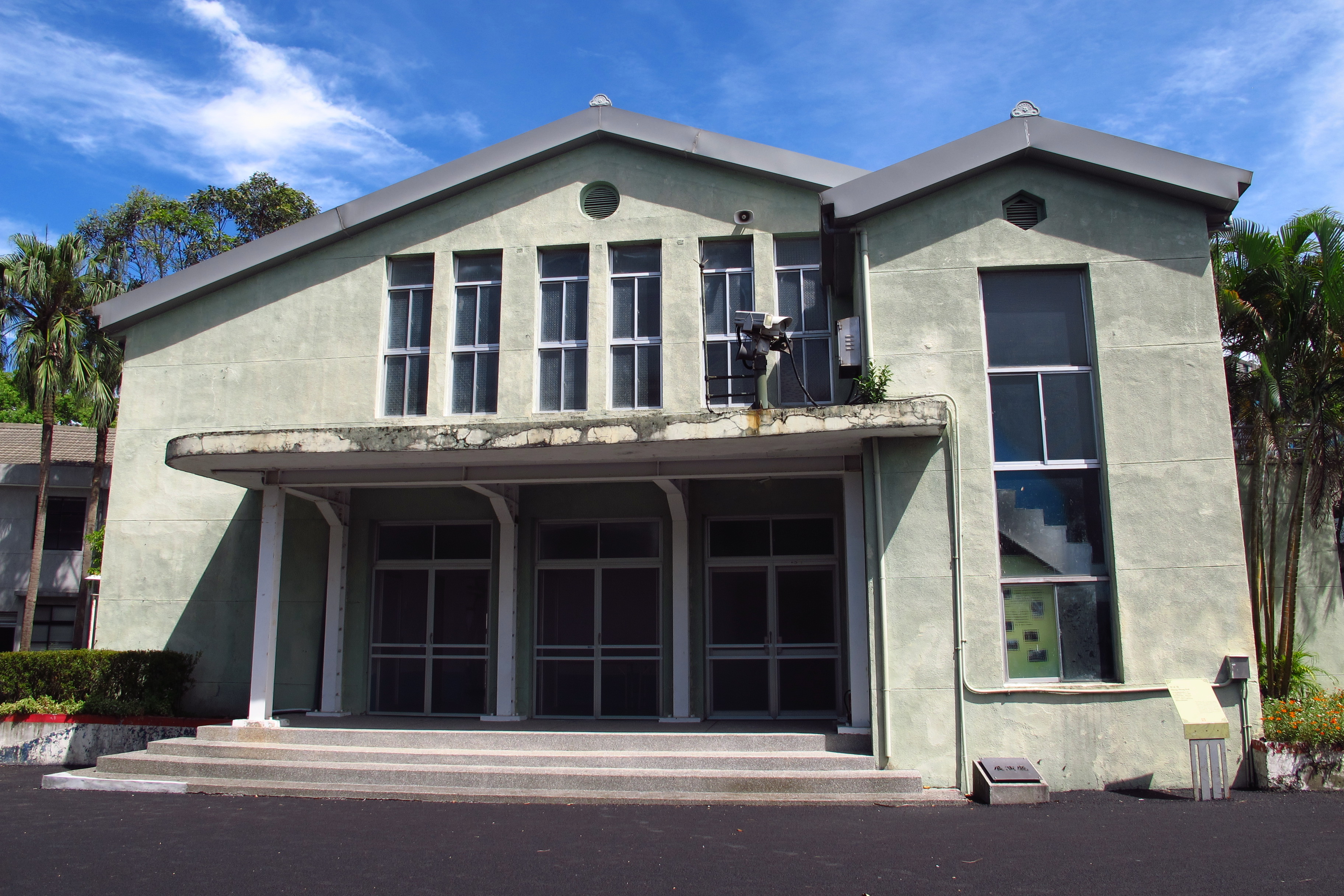
中正堂
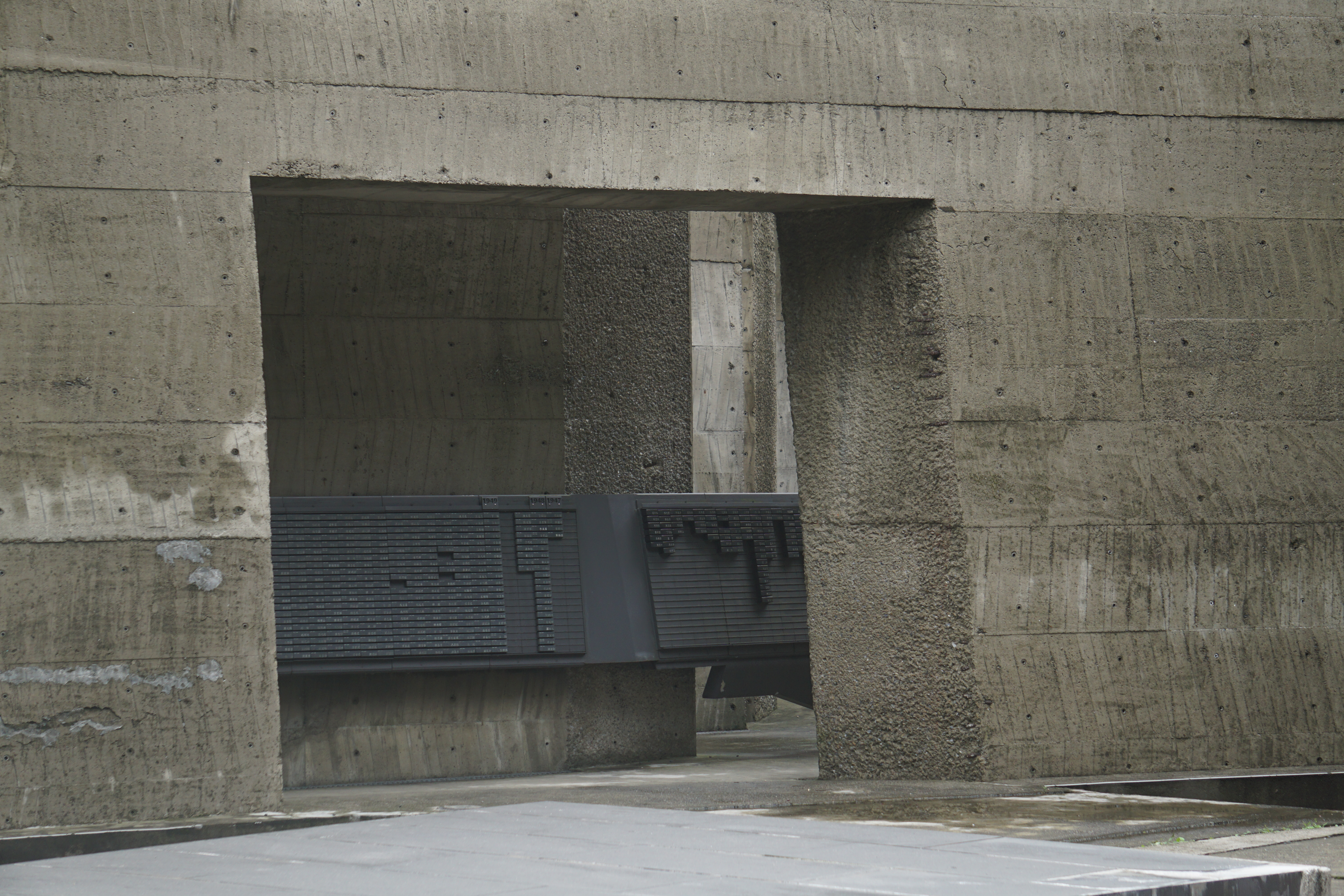
政治受難者紀念碑

## 交通
公車
- 莊敬中學站：793、796、918、933、982、綠3，步行約5分鐘
- 捷運十四張站：綠5，步行約10分鐘。

捷運
- 十四張站（ 環狀線、 安坑輕軌）：步行約10分鐘
- 大坪林站（ 松山新店線、 環狀線）：往秀朗橋方向步行約15～20分鐘

## 參看
- 不義遺址
- 白色恐怖綠島紀念園區
- 國家人權博物館
- 臺灣白色恐怖時期
- 臺灣警備總司令部

## 外部連結
- 國家人權博物館 （页面存档备份，存于）
- 不義遺址資料庫－臺灣警備總司令部軍法處看守所（景美看守所） （页面存档备份，存于）
- 白色恐怖景美紀念園區導覽家族的Facebook專頁